# Рокфеллер, Джеймс
Джеймс Стиллман Рокфеллер (англ. James Stillman Rockefeller; 8 июня 1902[…], Манхэттен, Нью-Йорк — 10 августа 2004[…], Гринуич) — американский банкир, предприниматель, член влиятельной семьи Рокфеллеров. В 1952—1967 годах президент и председатель Национального городского банка Нью-Йорка, впоследствии ставшего основой одного из крупнейших мировых финансовых конгломератов Citigroup.
Общественный деятель, филантроп, член совета попечителей Американского музея естественной истории и Мемориального онкологического центра имени Слоуна — Кеттеринга.
Чемпион летних Олимпийских игр в Париже по академической гребле.

## Биография
Джеймс Рокфеллер родился 8 июня 1902 года в Манхэттене, Нью-Йорк. Сын крупного промышленника Уильяма Гудселла Рокфеллера и Элси Стиллман, дочери Джеймса Стиллмана. Внук Уильяма Эвери Рокфеллера и племянник Джона Дэвисона Рокфеллера — сооснователя (вместе со своим братом Уильямом Рокфеллером мл.,отцом Джеймса) крупнейшей в стране нефтяной компании Standard Oil.
Окончил Школу Тафта в Уотертауне. Во время учёбы в Йельском университете в Нью-Хейвене серьёзно занимался академической греблей, состоял в местной гребной команде «Йель Булдогс», неоднократно принимал участие в различных студенческих регатах. Являлся членом университетского тайного общества «Свиток и ключ», а также «Фи Бета Каппа» и «Дельта Каппа Эпсилон».
Будучи капитаном йельской восьмёрки, в 1924 году Рокфеллер вошёл в основной состав американской национальной сборной по академической гребле и благодаря череде удачных выступлений удостоился права защищать честь страны на летних Олимпийских играх в Париже. Со своим экипажем он благополучно преодолел полуфинальную стадию и в решающем финальном заезде обошёл всех своих соперников, в том числе более чем на 15 секунд опередил ближайших преследователей из Канады — тем самым завоевал золотую олимпийскую медаль (в этой же команде выступал будущий знаменитый педиатр Бенджамин Спок). В связи с этим достижением был помещён на обложку журнала Time от 7 июля 1924 года.
Окончив университет в 1924 году, сразу же приступил к построению карьеры в бизнесе — в течение шести лет проработал на Уолл-стрит в инвестиционном банке Brown Bros. & Co. В 1930 году перешёл в Национальный городской банк Нью-Йорка, который на тот момент уже считался одним из крупнейших банков США, а впоследствии вошёл в структуру Citibank, крупнейшего банка мира. 
В ходе Второй мировой войны служил в Военно-воздушных силах США, был членом воздушно-десантного командования, имел звание подполковника.
В период 1952—1959 годов Рокфеллер занимал должность президента Национального городского банка Нью-Йорка, тогда как в 1959—1967 годах находился здесь на посту председателя.
Помимо работы в банковской сфере в разное время также входил в советы директоров таких крупных компаний как Pan American World Airways, National Cash Register, Monsanto, American Smelting and Refining, Northern Pacific Railway, Kimberly-Clark, участвовал в работе семейных концернов Cranston Print Works и Indian Spring Land Company.
На пенсии проживал в своём особняке в Гринвиче, штат Коннектикут. Его четырёхэтажный особняк площадью 1800 м², выполненный из кирпича в стиле георгианской архитектуры, имел 11 спален, 16 отделанных мрамором ванных комнат, 12 каминов, лифт, бассейн под открытым небом и пейзажный парк. Позже при продаже стоимость этого особняка оценивалась в 13,4 млн (2004) и 23,9 млн (2009) долларов США.
Рокфеллер активно занимался общественной и благотворительной деятельностью, в частности входил в совет попечителей Американского музея естественной истории и Мемориального онкологического центра имени Слоуна — Кеттеринга.
Был женат на Ненси Карнеги, внучатой племяннице крупного сталепромышленника Эндрю Карнеги. Имел двоих сыновей и двоих дочерей.
Умер от инсульта 10 августа 2004 года в Гринвиче в возрасте 102 лет. На момент смерти у него было 14 внуков, 37 правнуков и одна праправнучка.
Долгое время Джеймс Рокфеллер считался главным долгожителем среди олимпийских чемпионов, лишь в 2016 году по продолжительности жизни его опередил венгерский ватерполист Шандор Тарич.